# Сьюзен Вуд
Сьюзен Джоан Вуд (22 серпня 1948 — 12 листопада 1980) — канадійська літературна критикеса, професор, письменниця та прихильниця наукової фантастики та редакторка. Вона народилася в Оттаві, Онтаріо.

## Життєпис
Вуд відкрила для себе фанатів наукової фантастики, коли навчалася в Карлтонському університеті в 1960-х роках. У 1969 році Вуд познайомився зі своїм фаном Майком Гліксоном із Торонто в Босконі VI. Вуд і Гліксон одружилися в 1970 році (вона згодом іноді публікувала як Сьюзен Вуд Гліксон), і вони разом видавали фанзин Energumen до 1973 року. Energumen отримав премію Г'юго 1973 року як найкращий фензин. Вуд і Гліксон були почесними гостями Всесвітньогоь науково-фантастичного конвенту 1975 року. Вуд опублікував багато гострої критики цієї сфери як у фанзинах, так і в більш офіційних місцях. Вона отримала три нагороди Г'юго як найкраща письменниця-фанатка: у 1974, 1977 та 1981 роках. У 1976 році вона відіграла важливу роль в організації першої феміністичної панелі на науково-фантастичній конвенції MidAmericon (того року WorldCon). Реакція на це допомогла привести до заснування A Women's APA і ВісКон.
Вуд отримала ступінь бакалавра (1969) і магістра (1970) в Карлтонському університеті та докторську ступінь (1975) в Університету Торонто. У 1975 році вона приєдналася до кафедри англійської мови в Університеті Британської Колумбії та викладала канадійську літературу, наукову фантастику та дитячу літературу. Вона була ванкуверською редакторкою Pacific Northwest Review of Books (січ. — жовтень 1978), а також редагував спеціальний номер наукової фантастики/фентезі Room of One's Own. Вона написала численні статті та огляди книг, які були опубліковані в книгах і наукових журналах, продовжуючи писати для фанзинів.
Викладаючи курси наукової фантастики в UBC, одним із її студентів був Вільям Ґібсон; його перше опубліковане оповідання «Фрагменти голограмної троянди» спочатку було написано як завдання в класі.

## Смерть і спадок
Вуд померла 12 листопада 1980 року. Архіви деяких робіт Вуда доступні в бібліотеці Університету Британської Колумбії. Після її смерті в Карлтонському університеті було засновано меморіальний стипендіальний фонд, який частково фінансувався за рахунок пожертвувань фанатів та фанаток наукової фантастики (і від продажу частин її колекції творів наукової фантастики).